# Bell Aircraft
Bell Aircraft Corporation je bil ameriški proizvajalec letal. Podjetje je ustanovil Lawrence Dale Bell leta 1935. Bell Aicraft je proizvedel veliko lovskih letal iz 2. svetovne vojne, med njimi Bell P-39 Airacobra in  Kingcobra, med drugim je dizajniral tudi Bell X-1 - prvo nadzvočno letalo na svetu. Podjetje je sodelovalo tudi pri vesoljskih programih kot npr. North American X-15, projekt Mercury in Bell Rocket Belt. 
Leta 1960 je Textron kupil podjetje Bell Aircraft. Danes obstaja podjetje kot Bell Helicopter.

## Proizvodi

### Letala s fiksnimi krili
- Bell model 1 - Bell YFM-1 Airacuda
- Bell model 5 - Bell XFL Airabonita
- Bell model 12 - Bell YP-39 Airacobra[1]
- Bell model 13 - Bell P-39C/P-45/Airacobra I/P-39D-BE
- Bell model 14 - Bell Airacobra IA
- Bell model 14A - Bell P-39D Airacobra
- Bell model 15B - Bell P-39F/P-39J Airacobra
- Bell model 16 - Bell XP-52
- Bell model 23 - Bell XP-39E Airacobra/Bell XP-76
- Bell model 25 - Bell P-63 Kingcobra
- Bell model 26 - Bell P-39G Airacobra
- Bell model 26A - Bell P-39K Airacobra
- Bell model 26C - Bell P-39L Airacobra
- Bell model 26D - Bell P-39M Airacobra
- Bell model 26N - Bell P-39N Airacobra
- Bell model 26Q - Bell P-39Q Airacobra
- Bell model 27 - Bell P-59 Airacomet
- Bell model 35 - Bell XP-77
- Bell model 39 - Bell L-39
- Bell model 40 - Bell XP-83
- Bell model 44 - Bell X-1
- Bell model 52 - Bell X-2
- Bell model 60 - Bell X-5
- Bell model 67 - Bell X-16
- Bell model 68 - Bell X-14
- Bell model 188 - Bell D-188A (samo koncept)
- Bell model 2127/2424 - Bell X-22
- Consolidated B-24 Liberator (sodelovanje)
- Boeing B-29 Superfortress (sodelovanje)

### VTOLzrakoplovi
- Bell Model 65 Air Test Vehicle
- Bell Pogo
- Bell Rocket Belt
- Lunar Escape Systems
- Lunar Landing Research Vehicle

### Rakete
- AAM-N-5 Meteor
- ASM-A-1 Tarzon
- GAM-63 RASCAL
- Nord CT.41/Bell PQM-56 aerial target
- X-9 Shrike